# Ceromitia glandularis
Ceromitia glandularis là một loài bướm đêm thuộc họ Adelidae. Loài này có ở Malawi.